# Nunspeet
Nunspeet – gmina w prowincji Geldria w Holandii. Siedzibą gminy jest Nunspeet, inne miejscowości: Elspeet, Hulshorst, Oosteinde, Vierhouten, Westeinde, Zwarte Goor i Zoom.